# Gelanes cuspidatus
Gelanes cuspidatus là một loài tò vò trong họ Ichneumonidae.